# Río Berounka
El río Berounka (del alemán: Beraun) es un río de la República Checa, afluente del Moldava, que a su vez lo es del Elba. Tiene una longitud de 139,1 km y discurre por las regiones de Pilsen y de Bohemia Central, hasta llegar a las afueras de Praga.
El Berounka nace en la llamada Hondonada de Pilsen (Plzeňská kotlina), por la confluencia de cuatro ríos: el Radbuza, el Mže, el Úhlava y el Úslava; aunque su denominación actual (tomada del nombre de la ciudad de Beroun) solo empieza a imponerse a partir del siglo XVII, pues hasta entonces se consideraba que se trataba simplemente del curso inferior del río Mže (en alemán Mies), que nace en Alemania, cerca de la frontera checa.
A partir de la ciudad de Pilsen, el curso del Berounka toma dirección este, recibe por la derecha al Litavka en Beroun y desemboca en el Moldava en el distrito pragués de Lahovice. Su cuenca tiene una extensión total de 8.861 km².
El Berounka es un río preferido por los piragüistas, que disfrutan de los hermosos paisajes a lo largo de su curso, en especial cuando discurre por el parque natural de Křivoklátsko. Se trata, por otra parte, de un río con un historial de inundaciones importantes, como la de 1830 (que excavó un nuevo cauce entre Radotin y Modřany) o la ocurrida en la noche del 25 al 26 de mayo de 1872, que causó 29 muertes y dañó gravemente la línea de ferrocarril entre Praga y Pilsen.